# Copa Adrián C. Escobar 1944
La Copa Adrián C. Escobar 1944 constituye la quinta edición de este particular torneo relámpago, organizado por AFA.
Disputado a final de temporada, contaba con la particularidad de que los partidos duraban 40 minutos, distribuidos en dos tiempos de 20 minutos. En caso de empate, se disputaban dos tiempos extra de 10 minutos cada uno, y si persistía, se clasificaba aquel equipo con mayor cantidad de tiros de esquina a favor, propiciando que los mismos sean celebrados como "goles" por parte del público espectador. Los equipos participantes, podían llegar a disputar hasta dos encuentros en un mismo día.
Participaron en ella, los siete primeros equipos de la tabla de posiciones del torneo oficial de Primera División de 1944. Boca Juniors, por ser el último campeón de la liga, entraba directamente en semifinales. El torneo se realizó en el antiguo "Gasómetro", estadio de San Lorenzo.
En semifinales, Estudiantes de La Plata derrotaría 2 a 1 a Huracán y San Lorenzo 2 a 0 a Boca Juniors. Ambos partidos disputados el 2 de diciembre de 1944.
Finalmente, Estudiantes de La Plata se consagraría campeón al vencer a San Lorenzo por 1 a 0, obteniendo su primer título en la competición.

## Sistema de disputa

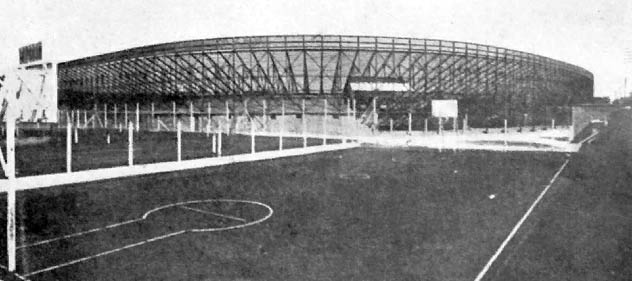
Estadio El Gasómetro donde se disputó la final.

Los primeros 7 equipos del Campeonato de Primera División, se enfrentaron en un heptagonal, a través de un sistema de eliminación directa.
Se jugaron partidos de 40 minutos, con la particularidad de que, en caso de empate al transcurrir el alargue, se clasificaba aquel equipo con mayor cantidad de tiros de esquina a favor.
Boca Juniors avanzó directamente a semifinales por ser el último campeón de Primera División.

## Equipos
| Equipo                               | Clasificación                                       | Ciudad       |
| ------------------------------------ | --------------------------------------------------- | ------------ |
| Club Atlético Boca Juniors           | 1° lugar del Campeonato de Primera División de 1944 | Buenos Aires |
| Club Atlético River Plate            | 2° lugar del Campeonato de Primera División de 1944 | Buenos Aires |
| Club Estudiantes de La Plata         | 3° lugar del Campeonato de Primera División de 1944 | La Plata     |
| Club Atlético San Lorenzo de Almagro | 4° lugar del Campeonato de Primera División de 1944 | Buenos Aires |
| Club Atlético Independiente          | 5° lugar del Campeonato de Primera División de 1944 | Avellaneda   |
| Racing Club                          | 6° lugar del Campeonato de Primera División de 1944 | Avellaneda   |
| Club Atlético Huracán                | 7° lugar del Campeonato de Primera División de 1944 | Buenos Aires |

## Desarrollo
|  | Cuartos de final | Cuartos de final | Cuartos de final |              |                  | Semifinal        | Semifinal      | Semifinal      |  |                  | Final            | Final          | Final          |  |
|  | 30 de noviembre  | 30 de noviembre  | 30 de noviembre  |              |                  | 2 de diciembre   | 2 de diciembre | 2 de diciembre |  |                  | 2 de diciembre   | 2 de diciembre | 2 de diciembre |  |
|  |                  |                  |                  |              |                  |                  |                |                |  |                  |                  |                |                |  |
|  |                  |                  |                  |              |                  |                  |                |                |  |                  |                  |                |                |  |
|  | 1                | Huracán          | 2                |              |                  |                  |                |                |  |                  |                  |                |                |  |
|  | 1                | Huracán          | 2                |              |                  |                  |                |                |  |                  |                  |                |                |  |
|  | 8                | Racing Club      | 1                |              |                  |                  |                |                |  |                  |                  |                |                |  |
|  | 8                | Racing Club      | 1                |              | Estudiantes (LP) | Estudiantes (LP) | 2              |                |  |                  |                  |                |                |  |
|  |                  |                  |                  |              | Estudiantes (LP) | Estudiantes (LP) | 2              |                |  |                  |                  |                |                |  |
|  |                  |                  | Huracán          | Huracán      | 1                |                  |                |                |  |                  |                  |                |                |  |
|  | 5                | Estudiantes (LP) | Huracán          | Huracán      | 1                | 0 (4)            |                |                |  |                  |                  |                |                |  |
|  | 5                | Estudiantes (LP) |                  |              |                  |                  |                |                |  |                  |                  |                |                |  |
|  | 4                | River            | 0 (3)            |              |                  |                  |                |                |  |                  |                  |                |                |  |
|  | 4                | River            | 0 (3)            |              |                  |                  |                |                |  | Estudiantes (LP) | Estudiantes (LP) | 1              |                |  |
|  |                  |                  |                  |              |                  |                  |                |                |  | Estudiantes (LP) | Estudiantes (LP) | 1              |                |  |
|  |                  |                  | San Lorenzo      | San Lorenzo  | 0                |                  |                |                |  |                  |                  |                |                |  |
|  | 3                | San Lorenzo      | San Lorenzo      | San Lorenzo  | 0                | 2                |                |                |  |                  |                  |                |                |  |
|  | 3                | San Lorenzo      |                  |              |                  |                  |                |                |  |                  |                  |                |                |  |
|  | 6                | Independiente    | 0                |              |                  |                  |                |                |  |                  |                  |                |                |  |
|  | 6                | Independiente    | 0                |              | San Lorenzo      | San Lorenzo      | 2              |                |  |                  |                  |                |                |  |
|  |                  |                  |                  |              | San Lorenzo      | San Lorenzo      | 2              |                |  |                  |                  |                |                |  |
|  |                  |                  | Boca Juniors     | Boca Juniors | 0                |                  |                |                |  |                  |                  |                |                |  |
|  | 7                | Bye              | Boca Juniors     | Boca Juniors | 0                | N/D              |                |                |  |                  |                  |                |                |  |
|  | 7                | Bye              |                  |              |                  |                  |                |                |  |                  |                  |                |                |  |
|  | 2                | Boca Juniors     | N/D              |              |                  |                  |                |                |  |                  |                  |                |                |  |
|  | 2                | Boca Juniors     | N/D              |              |                  |                  |                |                |  |                  |                  |                |                |  |
|  |                  |                  |                  |              |                  |                  |                |                |  |                  |                  |                |                |  |

## Final
| 2 de diciembre de 1944 | Club Estudiantes de La Plata  | 1:0 | Club Atlético San Lorenzo de Almagro | Estadio El Gasómetro, Buenos Aires |                               |
|                        | PT: 30 s Ricardo Infante (E). |     |                                      | Árbitro(s): Juan José Álvarez      | Árbitro(s): Juan José Álvarez |

| Uniformes | Uniformes |
| --------- | --------- |
|           |           |

|            | POR        | Gabriel Ogando           |  |
|            | DEF        | Eduardo Rodríguez        |  |
|            | DEF        | Nicolás Palma            |  |
|            | MED        | Luis Villa               |  |
|            | MED        | Saúl Ongaro              |  |
|            | MED        | Walter Garcerón          |  |
|            | DEL        | Roberto Martín           |  |
|            | DEL        | Juan José Negri          |  |
|            | DEL        | Ricardo Infante          |  |
|            | DEL        | Fortunato Desagastizábal |  |
|            | DEL        | Manuel Pelegrina         |  |
| Entrenador | Entrenador | Alberto Viola            |  |

|            | ITA        | Mierko Blazina             |  |
|            | DEF        | Ángel Zubieta              |  |
|            | DEF        | Eduardo Crespi             |  |
|            | DEF        | Isidro D´Addario           |  |
|            | MED        | Héctor Barchielli          |  |
|            | MED        | Bartolomé Colombo          |  |
|            | MED        | Francisco Antuña           |  |
|            | DEL        | Mario Fernández            |  |
|            | DEL        | Tomás Etchepare            |  |
|            | DEL        | Rinaldo Fioramonte Martino |  |
|            | DEL        | Jorge Roberto Enrico       |  |
| Entrenador | Entrenador | Diego García               |  |

| Anotado | 1' | Ricardo Infante | 1:0 |

|  |  |  |  |

| Árbitro | Juan José Álvarez |

|            | POR        | Gabriel Ogando           |  |
|            | DEF        | Eduardo Rodríguez        |  |
|            | DEF        | Nicolás Palma            |  |
|            | MED        | Luis Villa               |  |
|            | MED        | Saúl Ongaro              |  |
|            | MED        | Walter Garcerón          |  |
|            | DEL        | Roberto Martín           |  |
|            | DEL        | Juan José Negri          |  |
|            | DEL        | Ricardo Infante          |  |
|            | DEL        | Fortunato Desagastizábal |  |
|            | DEL        | Manuel Pelegrina         |  |
| Entrenador | Entrenador | Alberto Viola            |  |

|            | ITA        | Mierko Blazina             |  |
|            | DEF        | Ángel Zubieta              |  |
|            | DEF        | Eduardo Crespi             |  |
|            | DEF        | Isidro D´Addario           |  |
|            | MED        | Héctor Barchielli          |  |
|            | MED        | Bartolomé Colombo          |  |
|            | MED        | Francisco Antuña           |  |
|            | DEL        | Mario Fernández            |  |
|            | DEL        | Tomás Etchepare            |  |
|            | DEL        | Rinaldo Fioramonte Martino |  |
|            | DEL        | Jorge Roberto Enrico       |  |
| Entrenador | Entrenador | Diego García               |  |

| Anotado | 1' | Ricardo Infante | 1:0 |

|  |  |  |  |

| Árbitro | Juan José Álvarez |

| Campeón Club Estudiantes de La Plata 1.er título |

| Predecesor: 1943 Campeón: Huracán | V Copa Adrián C. Escobar 1944 Campeón: Estudiantes (LP) | Sucesor: 1946 Campeón: Vacante |